# Ferruccio Ratti
Ferruccio Ratti (Legnano, 26 febbraio 1913 – ...) è stato un calciatore italiano, di ruolo difensore.

## Palmarès

### Club

#### Competizioni nazionali
- Serie C: 3

Anconitana-Bianchi: 1936-1937, 1941-1942
Parma: 1953-1954